# Peter-Paul-Kirche (Pyskowice)

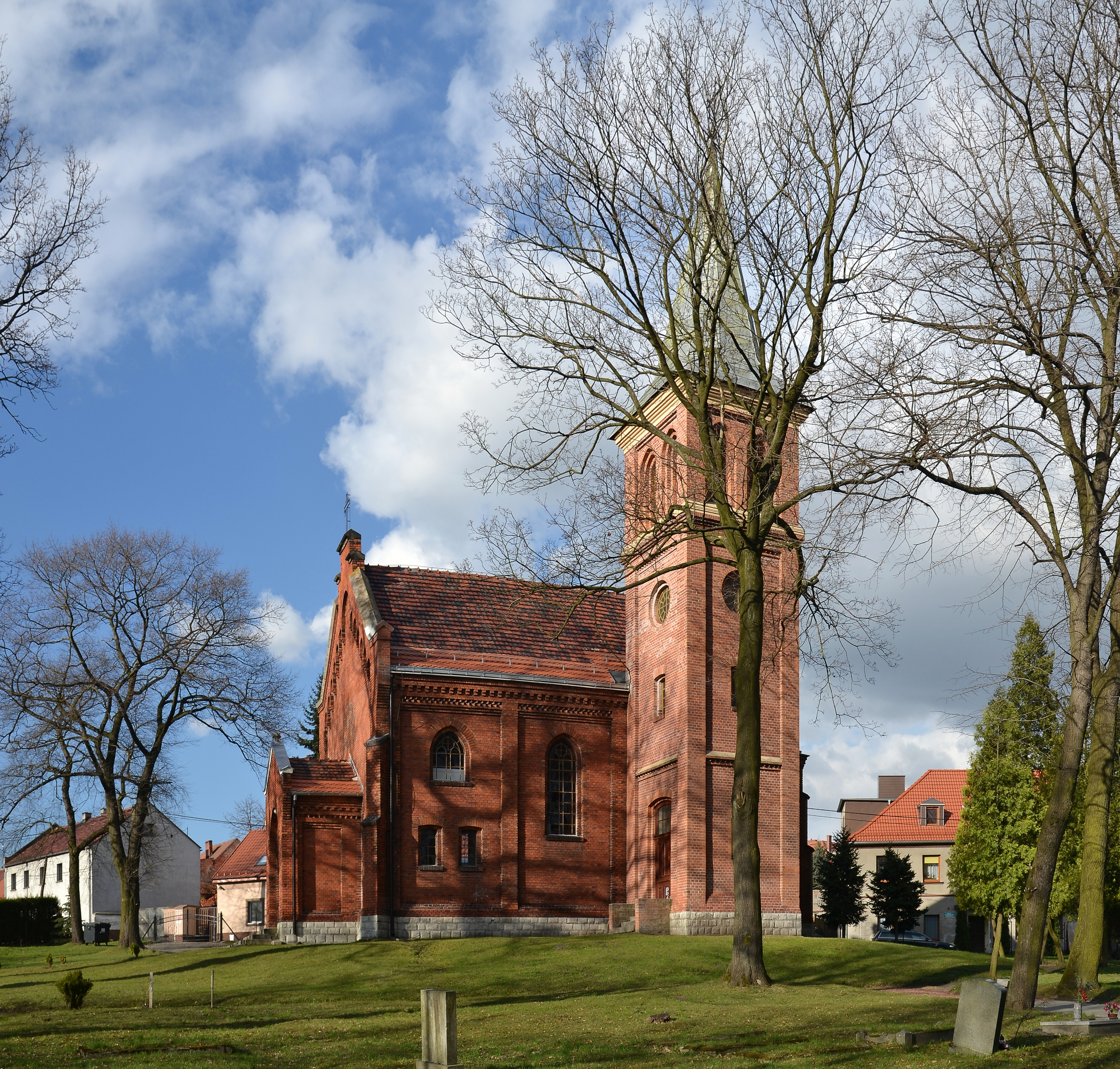
Blick auf die Peter-Paul-Kirche

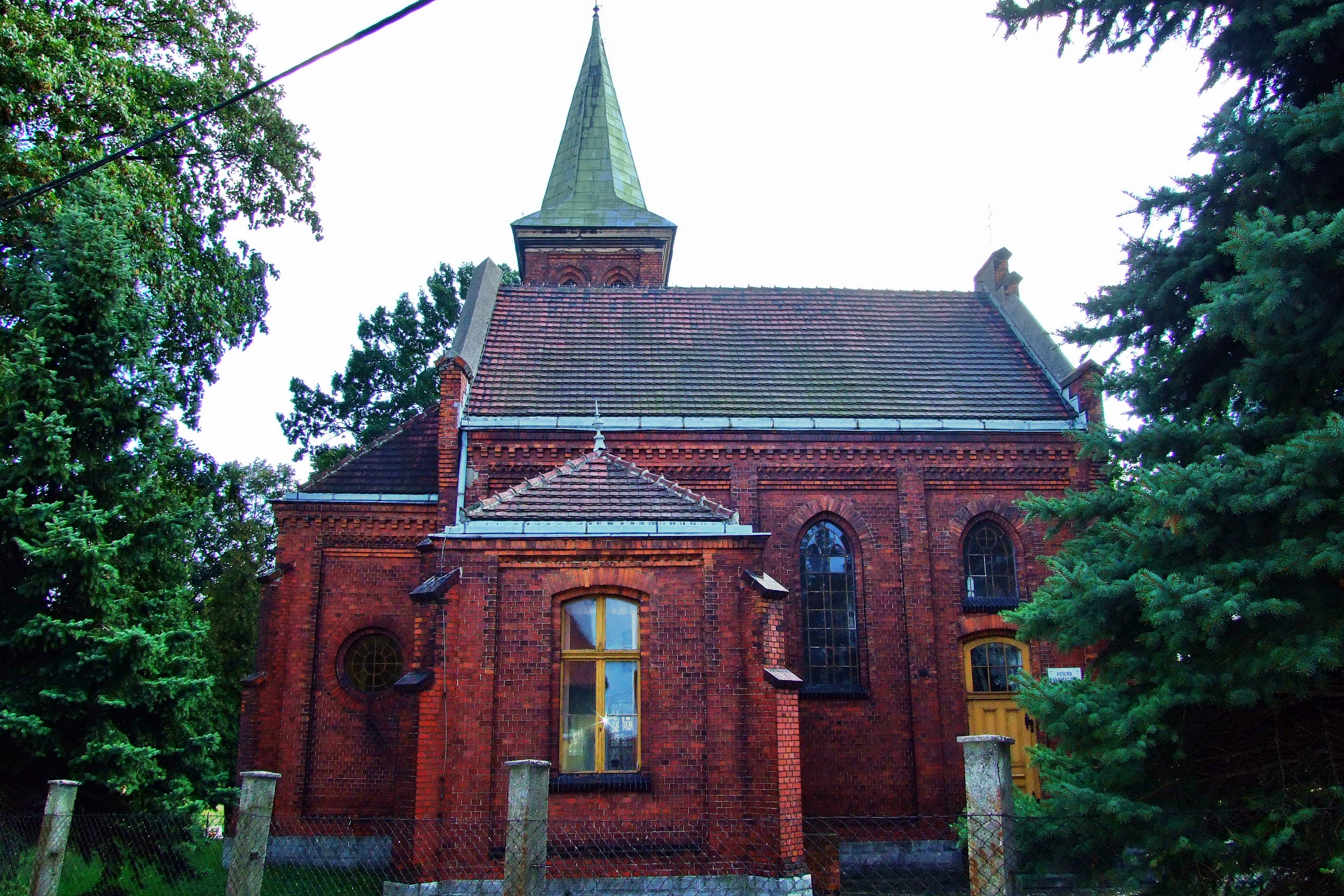
Blick auf die Kirche

Die Peter-Paul-Kirche im oberschlesischen Pyskowice (Peiskretscham) ist eine evangelische Filialkirche. Die Kirche im neogotischen Stil stammt aus dem späten 19. Jahrhundert und ist den heiligen Peter und Paul geweiht. Die Peter-Paul-Kirche gehört der Evangelisch-Augsburgischen Gemeinde in Gliwice (Gleiwitz) an. Sie befindet sich an der Ulica Sienkiewicza 8 am südwestlichen Rand der Altstadt.

## Geschichte
Peiskretscham hatte sich um 1560 der Reformation angeschlossen; die aus dem 15. Jahrhundert stammende Nikolauskirche war bis 1629 evangelisch. Zu Beginn des 19. Jahrhunderts wurden die Protestanten von Peiskretscham durch Geistliche aus Gleiwitz betreut, später aus Groß Strehlitz. Mit dem Bau einer evangelischen Kirche in Tost im Jahr 1876 wurde eine gemeinsame evangelische Gemeinde für Tost und Peiskretscham gegründet, die zum Kirchenkreis Gleiwitz der preußischen Kirchenprovinz Schlesien gehörte. Die Zahl der Protestanten stieg in der zweiten Hälfte des 19. Jahrhunderts stark an.
1894 legte man den Grundstein für eine evangelische Kirche in Peiskretscham. Am 6. Januar 1897 wurde die Kirche durch Generalsuperintendent David Erdmann eingeweiht. Im selben Jahr ließ man zwei Glocken in Bochum fertigen sowie eine Orgel durch die Schweidnitzer Firma Schlag und Söhne herstellen. Neben der Kirche wurde ein evangelischer Friedhof eingerichtet. 1926 zählte die Stadt 514 Protestanten.

## Architektur
Bei der Peter-Paul-Kirche handelt es sich um ein neogotisches Bauwerk mit einer roten Ziegelsteinfassade. Sie besitzt einen einzelnen Kirchturm.